# Columbia megye (Pennsylvania)
Columbia megye az Amerikai Egyesült Államokban, azon belül Pennsylvania államban található. Megyeszékhelye és legnagyobb városa Bloomsburg. Lakosainak száma 64 727 fő (2020. április 1.). Columbia megye Montour, Northumberland, Sullivan, Luzerne, Lycoming és Schuylkill megyékkel határos.

## Népesség
A megye népességének változása:
| Lakosok száma | 67 321 | 66 917 | 66 852 | 66 797 | 66 672 | 64 727 |
|               | 2010   | 2011   | 2012   | 2013   | 2015   | 2020   |